# Макзырское сельское поселение
Макзырское се́льское поселе́ние — муниципальное образование в Верхнекетском районе Томской области Российской Федерации.
Административный центр — посёлок Лисица.

## История
Статус и границы сельского поселения установлены Законом Томской области от 10 сентября 2004 года № 199-ОЗ О наделении статусом муниципального района, поселения (городского, сельского) и установлении границ муниципальных образований на территории Верхнекетского района.

## Население
| 2002 | 2010 | 2012 | 2013 | 2014 | 2015 | 2016 |
| ---- | ---- | ---- | ---- | ---- | ---- | ---- |
| 699  | ↘553 | ↘543 | ↘508 | ↘486 | ↘461 | ↘433 |
| 2017 | 2018 | 2019 | 2020 | 2021 |      |      |
| ↘416 | →416 | ↘400 | ↘393 | ↘378 |      |      |

## Состав сельского поселения
| № | Населённый пункт | Тип населённого пункта          | Население |
| - | ---------------- | ------------------------------- | --------- |
| 1 | Лисица           | посёлок, административный центр | ↘280      |
| 2 | Макзыр           | посёлок                         | ↘98       |

## Местное самоуправление
Глава поселения — Валентина Георгиевна Звягина.